# Fréro Delavega
Pour les articles homonymes, voir De la Vega.
Fréro Delavega est un groupe de folk et pop français, originaire de Gironde. Composé de deux musiciens-chanteurs, Jérémy Frérot et Florian Garcia (dit Delavega), le groupe est formé en 2011 et séparé en 2017.
Ils deviennent connus grâce à leur participation à la troisième saison de The Voice et sur Internet. Ils sortent leur premier album en 2014 intitulé Fréro Delavega et leur second Des ombres et des lumières en 2015.

## Biographie

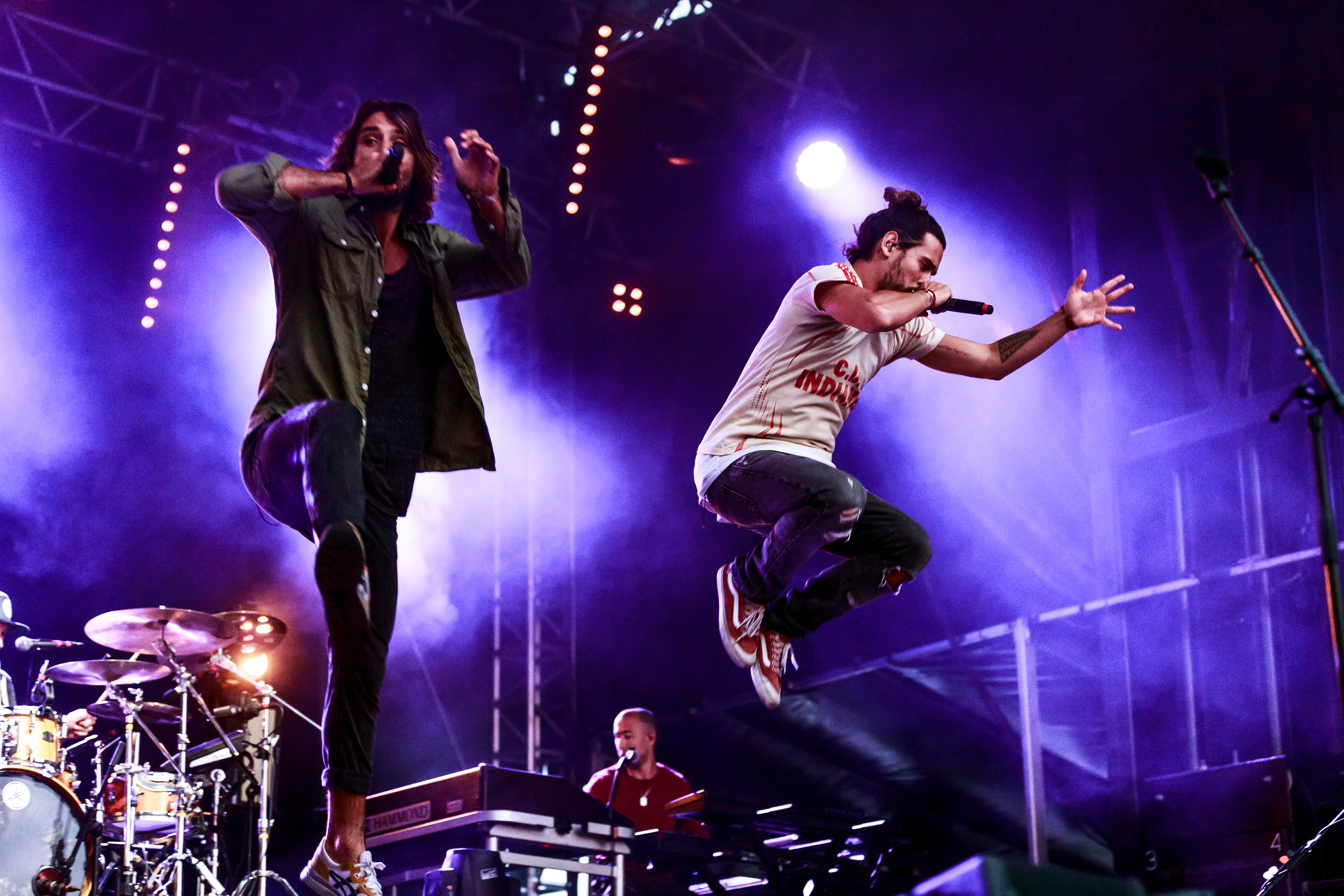
Le duo sur scène en 2016.

Voisins à Gujan-Mestras, sur le bassin d'Arcachon, ils deviennent amis alors qu'ils sont tous les deux sauveteurs en mer (NS pour la SNSM). Ils faisaient des études de STAPS dans le but de devenir professeurs d'éducation physique et sportive.
En 2011, ils commencent à jouer et publient des vidéos sur YouTube, d'abord chacun de son côté puis ensemble. En 2013, leurs vidéos commencent à avoir du succès. Ils sont contactés par une maison de disques (Capitol Music France) et sortent un EP de reprises. Ils signent leur premier album sous le label Capitol Music France de la maison de disque Universal. En 2015, durant les NRJ Music Awards 2015, ils obtiennent la récompense du meilleur groupe/duo français de l'année.
Le premier album du duo intitulé Fréro Delavega est un succès commercial avec 460 000 exemplaires écoulés, un album marqué par les singles Sweet Darling, Mon petit pays, et surtout Le Chant des sirènes. Le second album de Fréro Delavega, Des ombres et des lumières, est sorti fin 2015 avec le titre Ton visage pour en ouvrir l'exploitation. Après Ton visage, le duo propose au public le titre Autour de moi comme nouveau single bien que le titre Le Cœur éléphant soit le plus streamé du dernier album. Le 18 décembre 2016, ils sortent À l'équilibre comme dernier single.
En novembre 2016, ils annoncent que le groupe se séparera en juin 2017, après une dernière tournée en France et un concert place des Quinconces à Bordeaux, devant 25 000 spectateurs.

## Membres

### Jérémy Frérot
Jérémy Frérot est né le 17 mars 1990 à Bruges en Gironde. Il commence la guitare à l'âge de 17 ans, et préparait une licence de STAPS afin de devenir professeur d'éducation physique et sportive, avant d'arrêter pour se consacrer entièrement à la musique. Avant de passer la 3e audition de l'émission The Voice : La Plus Belle Voix, il était assistant d'éducation au collège la Grange aux Belles situé dans le 10e arrondissement de Paris.
Il se met en couple en 2015 avec la nageuse Laure Manaudou qui, le 18 juillet 2017, a mis au monde son deuxième enfant, et premier de sa relation avec Jérémy Frérot, un garçon prénommé Lou. Leur mariage est célébré le 12 mai 2018 dans les Landes. Ils ont un deuxième fils, Sacha, né le 9 janvier 2021. 
Le couple annonce sa séparation le 21 avril 2024.

### Florian Delavega
Florian Delavega, de son vrai nom Florian Garcia, est né le 12 juin 1987 à Bordeaux. Titulaire d'une licence STAPS, il a enseigné en tant que professeur d'EPS au collège Toulouse-Lautrec de Langon puis au collège Jean-Zay de Bondy. Lui aussi a choisi d'arrêter d'enseigner pour pouvoir consacrer son temps à la musique.
En 2011, il est le compagnon de la musicienne et chanteuse argentine Natalia Doco,. En septembre 2017, ils annoncent qu'ils attendent leur premier enfant. En janvier 2018, Natalia a donné naissance à un garçon. Ils se sont séparés en 2021.

## Parcours dansThe Voice
- Audition à l'aveugle : Caroline (MC Solaar)
- Les Battles : Il y a (Vanessa Paradis)
- L'Épreuve ultime : P.I.M.P. (50 Cent)
- Premier live : Sympathique (je ne veux pas travailler) (Pink Martini)
- Deuxième live : Let Her Go (Passenger)
- Quart-de-finale : Je m'voyais déjà (Charles Aznavour), élimination

## Discographie

### Classements
| Année | Album                      | Classement | Classement | Classement | Classement | Certification    | Unités       |
| Année | Album                      | FR         | BEL (Vl)   | BEL (Wa)   | SUI        | Certification    | Unités       |
| ----- | -------------------------- | ---------- | ---------- | ---------- | ---------- | ---------------- | ------------ |
| 2014  | Fréro Delavega             | 1          | 198        | 3          | 50         | FR : Diamant     | FR : 501 000 |
| 2015  | Des ombres et des lumières | 4          | /          | 8          | 17         | FR : 3 × Platine | FR : 315 000 |

Singles
| Année | Single               | Classement | Classement | Certification | Unités certifiées | Album                      |
| Année | Single               | FR         | BEL (Wa)   |               |                   | Album                      |
| ----- | -------------------- | ---------- | ---------- | ------------- | ----------------- | -------------------------- |
| 2013  | Onde sensuelle       | -          | -          |               |                   | Fréro Delavega             |
| 2014  | Sweet Darling        | 18         | 24         |               |                   | Fréro Delavega             |
| 2014  | Il y a               | 30         | -          |               |                   | Fréro Delavega             |
| 2015  | Le chant des sirènes | 9          | 14         | FR : Or       | FR : 75 000       | Fréro Delavega             |
| 2015  | Caroline             | 107        | -          |               |                   | Fréro Delavega             |
| 2015  | Mon petit pays       | 44         | 35         |               |                   | Fréro Delavega             |
| 2015  | Ton visage           | 12         | 41         |               |                   | Des ombres et des lumières |
| 2016  | Autour de moi        | 61         | 13         |               |                   | Des ombres et des lumières |
| 2016  | Le cœur éléphant     | 70         | 46         |               |                   | Des ombres et des lumières |
| 2016  | À l'équilibre        | -          | 41         |               |                   | Des ombres et des lumières |

## Galerie

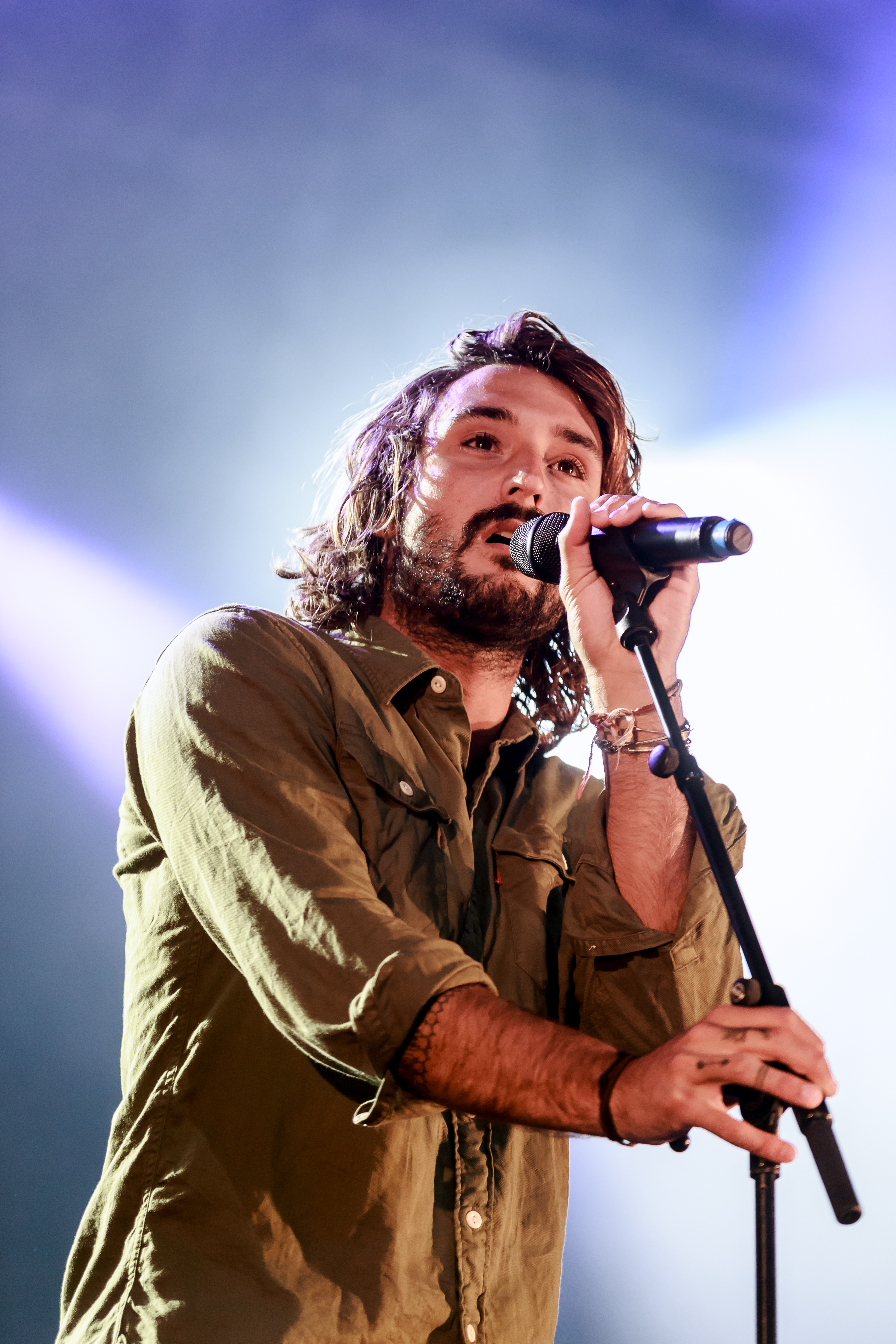
Jérémy Frérot.
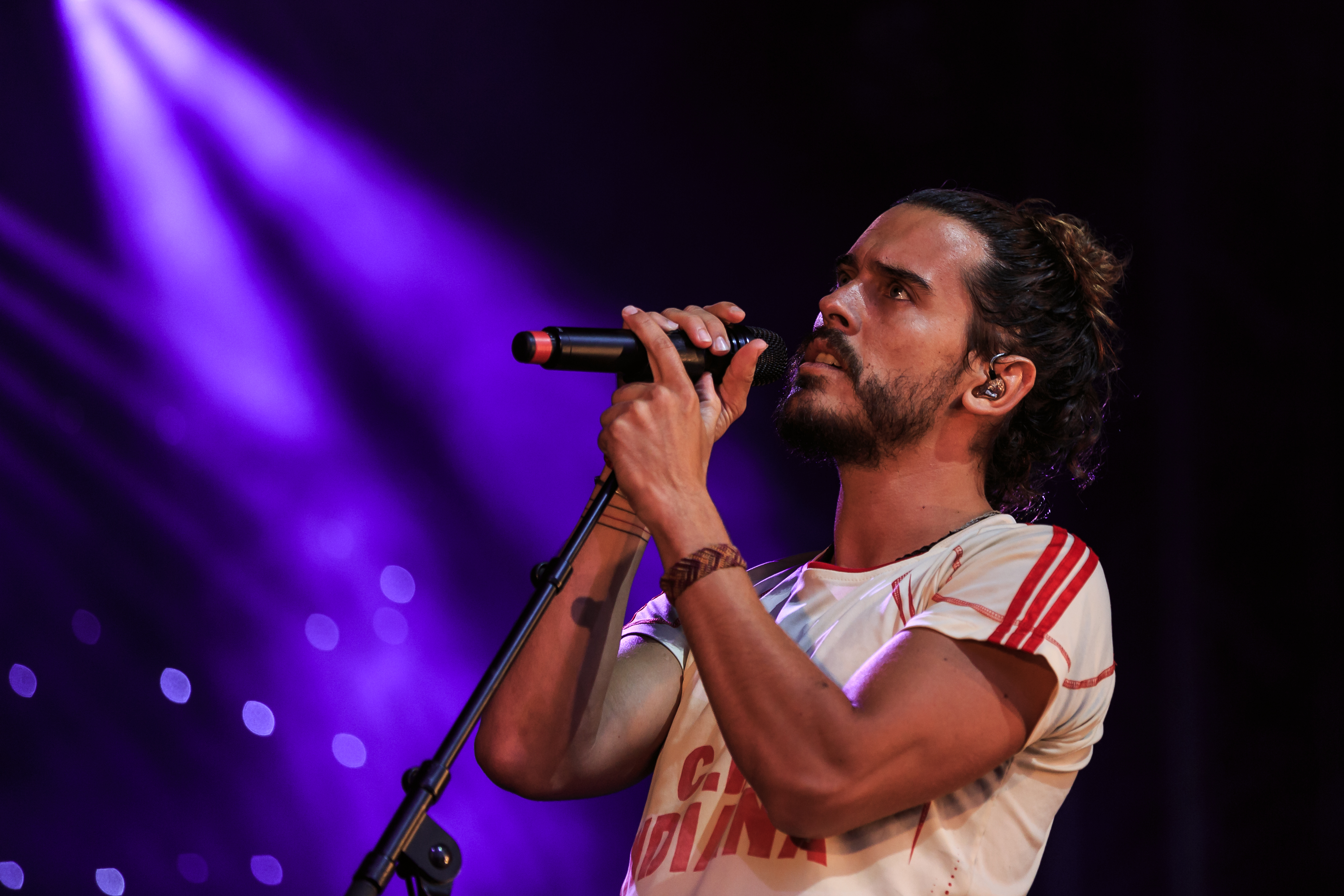
Florian Delavega.
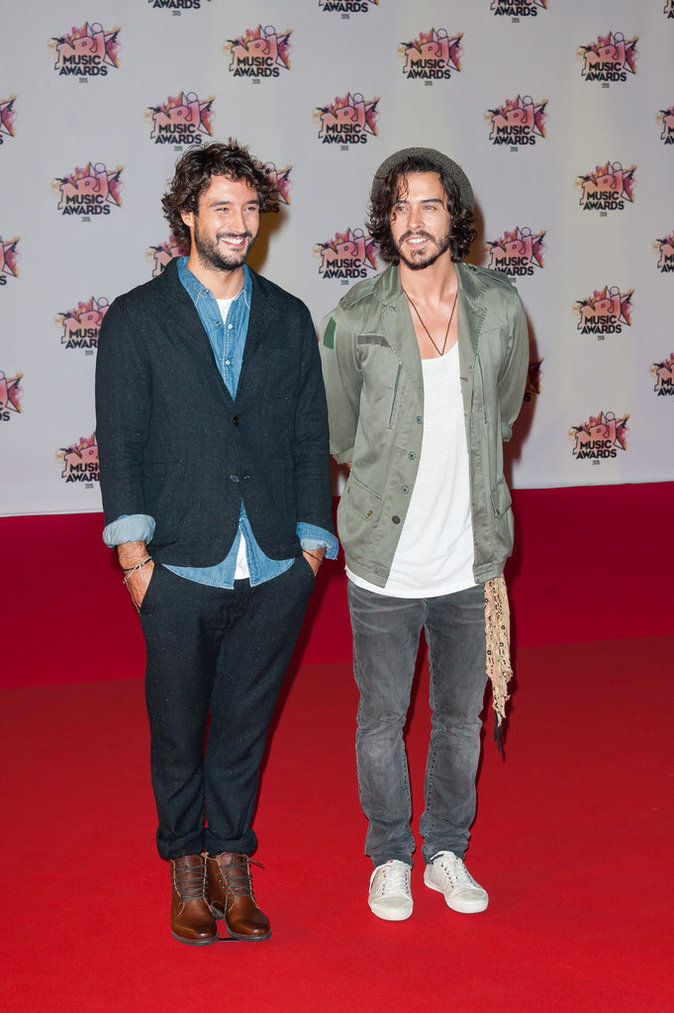
Le duo aux NRJ Music Awards 2015.
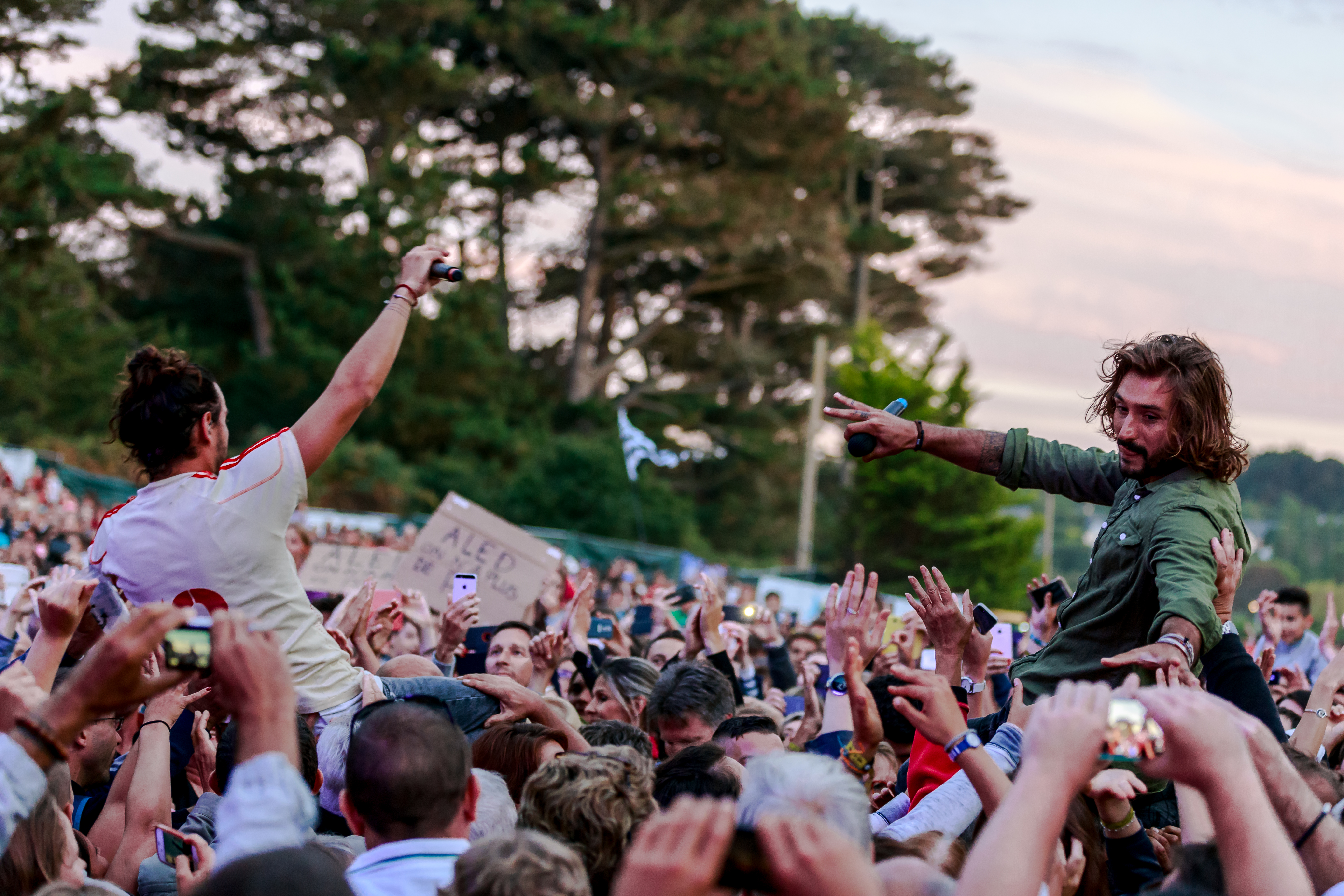
Slam dans le public.
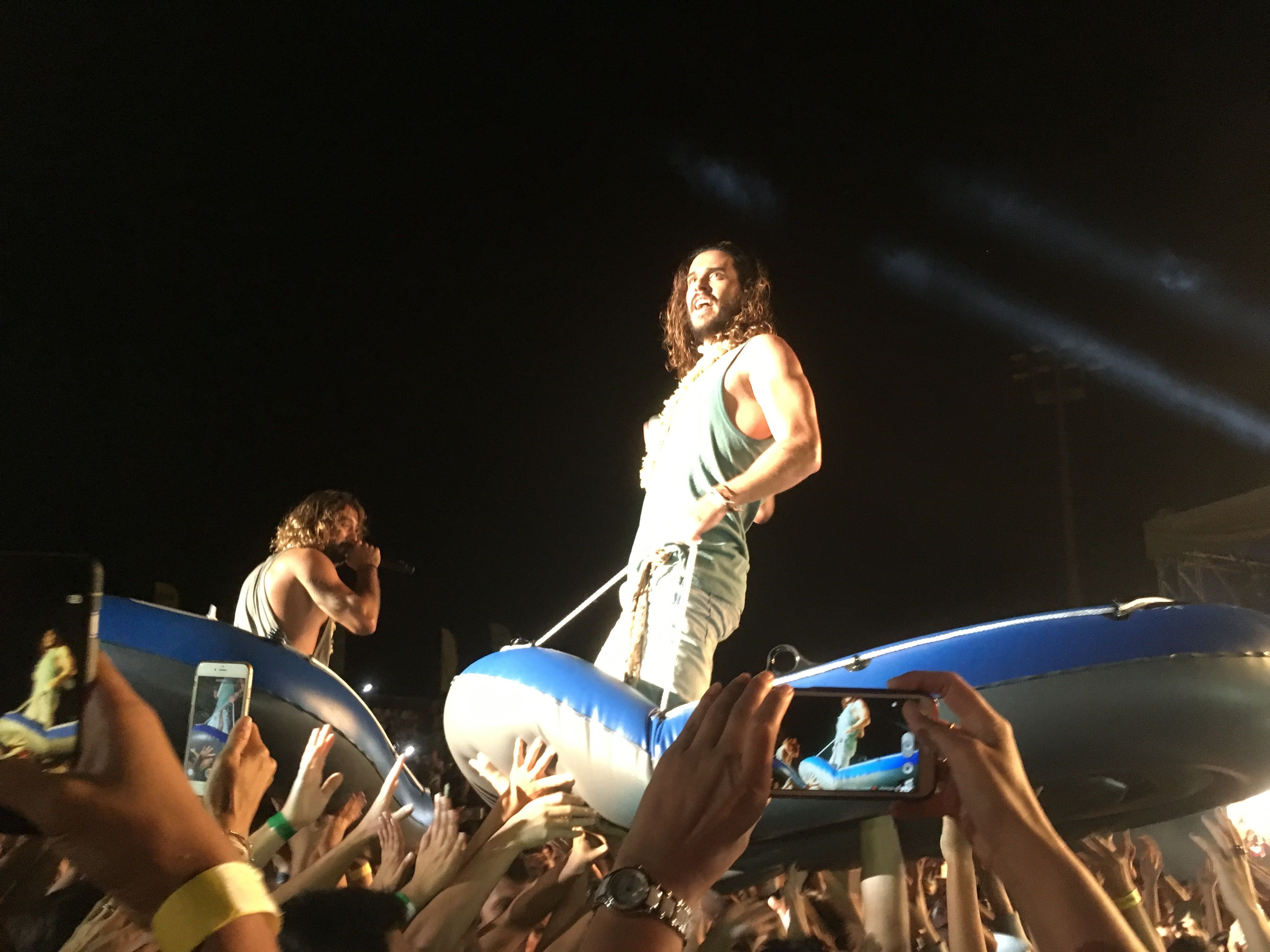
Concert Fréro Delavega à Tahiti en 2016.

## Distinctions
- NRJ Music Awards 2015 : meilleur groupe/duo français de l'année[26]
- NRJ Music Awards 2016 : meilleur groupe/duo francophone de l'année[27]
- W9 d'or de la musique 2016 : artiste français le plus écouté en radio[réf. nécessaire]